# Engey
Engey ist eine Insel im Westen von Island nördlich der Hauptstadt Reykjavík. Sie ist Teil der Stadtgemeinde Reykjavíkurborg, gehört jedoch zu keinem der zehn Stadtbezirke Reykjavíks, sondern zum Græni Trefillinn (Grüngürtel, Hinterland von Reykjavíks).

## Geografie
Engey schließt die Bucht Reykjavík, nach der die isländische Hauptstadt benannt ist, im Norden ab. Sie liegt 1700 Meter östlich der kleineren Insel Akurey, von der sie durch den Engeyjarsund getrennt ist, sowie 1600 Meter westlich von Viðey.
Nach Viðey ist Engey die zweitgrößte Insel im Kollafjörður. Sie ist 1,7 km lang und bis zu 400 Meter breit. Ihre Flächenausdehnung beträgt 40,1 Hektar.

## Geschichte
Im Norden der Insel gibt es seit 1905 einen Leuchtturm. Seit 1950 ist Engey unbewohnt.

## Persönlichkeiten
- Þormóður Torfason (1636–1719), Historiker